# فهرست فرودگاه‌های بین‌المللی بر پایه کشور
این مقاله شامل فهرست فرودگاه‌های بین‌المللی بر پایه کشور است.

## آفریقا

### مرکز آفریقا
- جمهوری دموکراتیک کنگو
  - کینشاسا – فرودگاه ان دیلی
  - کیسانگانی – فرودگاه بین‌المللی بانگوکا
  - فرودگاه بین‌المللی لوبوم‌باشی
- کنگو
  - برازاویل – فرودگاه مایا-مایا
  - فرودگاه پوانت نوار
- گینه استوایی
  - فرودگاه بین‌المللی مالابو
- گابن
  - فرودگاه بین‌المللی لیبرویله
- سائوتومه و پرینسیپ
  - فرودگاه بین‌المللی سائوتومه

### شرق آفریقا
- بوروندی
  - فرودگاه بین‌المللی بوجومبورا
- مجمع‌الجزایر قمر
  - مورونی – فرودگاه بین‌المللی شاهزاده سعید ابراهیم
- کنیا
  - مومباسا – فرودگاه بین‌المللی موا
  - نایروبی – فرودگاه بین‌المللی جومو کنیاتا
- موریس
  - Plaine Magnien – فرودگاه بین‌المللی سر سیوساگور رامگولام
- رواندا
  - فرودگاه بین‌المللی کیگالی
- سیشل
  - پورت‌ویکتوریا – فرودگاه بین‌المللی سیشل
- تانزانیا
  - دارالسلام (تانزانیا) – فرودگاه بین‌المللی ژولیوس نیرر
  - فرودگاه بین‌المللی کلیمانجارو
  - فرودگاه بین‌المللی زنگبار
- اوگاندا
  - کامپالا – فرودگاه بین‌المللی انتب

### شاخ آفریقا
- جیبوتی
  - فرودگاه بین‌المللی جیبوتی-امبوولی
- اریتره
  - فرودگاه بین‌المللی اسمره
  - فرودگاه بین‌المللی عصب
  - فرودگاه بین‌المللی ماساوا
- اتیوپی
  - فرودگاه بین‌المللی بوول
  - فرودگاه بین‌المللی ابا تنا دجازماچ ییلما
- سومالی
  - فرودگاه گالکایو
  - فرودگاه بین‌المللی عدن اد
  - فرودگاه بین‌المللی بندر قاسم
  - فرودگاه بین‌المللی هارگسیا

### شمال آفریقا
- الجزایر
  - Adrar – فرودگاه توئات-شیخ سیدی محمد بالکبیر
  - الجزیره – فرودگاه هواری بومدین
  - عنابه – فرودگاه راباه بیتات
  - باتنه – فرودگاه بتنا
  - بجایه، الجزایر – فرودگاه صومام عبان رمضان
  - فرودگاه بیسکرا
  - فرودگاه بین‌المللی چلف
  - Constantine – فرودگاه بین‌المللی محمد بوضیاف
  - حاسی مسعود – فرودگاه کریم بلقاسم
  - فرودگاه جیجل فرهات عباس
  - فرودگاه اس سینیا وهران
  - سطیف – فرودگاه این ارنات
  - فرودگاه اگونار – هج بی اخاموک
  - تلمسان – فرودگاه زناتا – مصالی الحاج
- چاد
  - فرودگاه بین‌المللی انجامنا
- مصر
  - فرودگاه بین‌المللی اسکندریه (مصر)
  - فرودگاه بین‌المللی اسوان
  - فرودگاه بین‌المللی قاهره
  - فرودگاه بین‌المللی غردقه
  - فرودگاه بین‌المللی لوکسار
  - فرودگاه بین‌المللی مرسی عالم
  - فرودگاه مرسی مطروح
  - فرودگاه بین‌المللی شرم‌الشیخ
  - Taba – فرودگاه بین‌المللی طابا
- لیبی
  - بنغازی – فرودگاه بین‌المللی بنینه
  - فرودگاه صبها
  - فرودگاه بین‌المللی طرابلس
- مراکش
  - Al Massira Airport
  - کازابلانکا – فرودگاه بین‌المللی محمد پنجم
  - فرودگاه فس-سایس
  - فرودگاه مراکش-منارا
  - فرودگاه بین‌المللی ناظور
  - وجده – فرودگاه انگادس
  - فرودگاه رباط سله
  - فرودگاه ابن بطوطه طنجه
  - تطوان – فرودگاه سنیا رمل
- سودان
  - جوبا – فرودگاه جوبا
  - فرودگاه بین‌المللی خارطوم
- تونس (شهر)
  - جربه – فرودگاه بین‌المللی دیربا–زارزیس
  - فرودگاه بین‌المللی النفیضه حمامات
  - Monastir – فرودگاه بین‌المللی منستیر – حبیب بورقیبه
  - فرودگاه بین‌المللی سفاکس-تینا
  - فرودگاه بین‌المللی عین دراهم الدولی
  - فرودگاه بین‌المللی توزر نفطه الدولی
  - فرودگاه بین‌المللی تونس-کارتاژ
- صحرای غربی
  - داخله – فرودگاه داخله
  - العیون – فرودگاه هاسن آی

### جنوب آفریقا
- آنگولا
  - لوآندا – فرودگاه کواترو دو فرویرو
- بوتسوانا
  - گابورون – فرودگاه بین‌المللی سر سرتزه خاما
  - فرودگاه‌مان
- لسوتو
  - ماسرو – فرودگاه بین‌المللی موشویشوی آی
- ماداگاسکار
  - آنتاناناریوو – فرودگاه ایواتو
- مالاوی
  - Blantyre – فرودگاه بین‌المللی چیلکا
  - لیلونگوه – فرودگاه بین‌المللی لینونگوئه
- مایوت
  - فرودگاه بین‌المللی دزااودزی پاماندزی
- موزامبیک
  - فرودگاه بین‌المللی ماپوتو
- نامیبیا
  - فرودگاه بین‌المللی ویندهوک هوسیا کوتاکو
- آفریقای جنوبی
  - فرودگاه بین‌المللی کیپتاون
  - دوربان – فرودگاه بین‌المللی کینگ شاکا
  - ژوهانسبورگ – فرودگاه بین‌المللی اولیور تامبو
- سوازیلند
  - Manzini – فرودگاه ماتساپها
- زامبیا
  - Livingstone – فرودگاه لیوینگ استون
  - فرودگاه بین‌المللی لوزاکا
  - فرودگاه اندولا
- زیمبابوه
  - فرودگاه بین‌المللی حراره
  - فرودگاه آبشار ویکتوریا

### غرب آفریقا
- بنین
  - کوتونو – فرودگاه کژیون
- بورکینافاسو
  - بوبو دیولاسو – فرودگاه بوبو دیولاسو
  - فرودگاه اوآگادوگو
- کامرون
  - فرودگاه بین‌المللی دوالا
  - یائونده – فرودگاه بین‌المللی یائونده
- کیپ ورد
  - Boa Vista – فرودگاه رابیل
  - Sal – فرودگاه بین‌المللی امیلکر کبرل
- جمهوری آفریقای مرکزی
  - فرودگاه بین‌المللی بانگوئی ام‌پوکو
- ساحل عاج
  - آبیجان – فرودگاه پورت بوئت
- گامبیا
  - فرودگاه بین‌المللی بانجول
- غنا
  - آکرا – فرودگاه بین‌المللی کوتوکا
  - فرودگاه کوماسی
- گینه
  - فرودگاه بین‌المللی کوناکری
- لیبریا
  - مونروویا – فرودگاه بین‌المللی رابرتز
- مالی
  - باماکو – فرودگاه بین‌المللی باماکو-سانوو
- موریتانی
  - فرودگاه بین‌المللی نواکشوت
- نیجر
  - نیامی – فرودگاه بین‌المللی دایوری هامانی
- نیجریه
  - آبوجا – فرودگاه بین‌المللی ننامدی آزیکیوه
  - کانو، نیجریه – فرودگاه بین‌المللی مالام آمینو کانو
  - لاگوس – فرودگاه بین‌المللی مرتلا محمد
  - فرودگاه بین‌المللی پورت هارکورت
- سنگال
  - داکار – فرودگاه بین‌المللی لئوپولد سدار سنگور
- سیرالئون
  - فری‌تاون – فرودگاه بین‌المللی لونگی
- توگو
  - لومه – فرودگاه لومه-توکین

## قاره آمریکا

### کارائیب
- آنگویلا
  - د ولی – فرودگاه بین‌المللی کلیتن جی. لوید
- آنتیگوا و باربودا
  - آنتیگوا – فرودگاه بین‌المللی و. س. برد
- باهاما
  - ناسائو – فرودگاه بین‌المللی لیندن پیندلینگ
  - فرودگاه بین‌المللی چاب کی
  - فرودگاه بین‌المللی اکسوما
  - فری پورت - فرودگاه بین‌المللی گرند باهاما
  - فرودگاه بین‌المللی راک ساند
- باربادوس
  - Seawell – فرودگاه بین‌المللی گرانتلی ادمز
- جزایر ویرجین بریتانیا
  - رود تاون – فرودگاه بین‌المللی ترانس بی. لتسام
- جزایر کیمن
  - Georgetown – فرودگاه بین‌المللی اوون رابرتس
- کوبا
  - Cayo Coco – فرودگاه خاردینز دل ری
  - هاوانا – فرودگاه بین‌المللی خوزه مارتی
  - اولگین – فرودگاه فرنک پئیز
  - Santa Clara – فرودگاه آبل سانتاماریا
  - وارادرو – فرودگاه خوآن گئوآلبرتو گومس
- دومینیکا
  - روسو (دومینیکا) – فرودگاه ملویل هال
- جمهوری دومینیکن
  - Barahona – فرودگاه بین‌المللی ماریا مونتز
  - La Romana – فرودگاه بین‌المللی لا رومانا
  - فرودگاه بین‌المللی پونتا کانا
  - Samana – فرودگاه بین‌المللی سامانالف ال کتی
  - پوئرتو پلاتا – فرودگاه بین‌المللی گریگوریو لوپرون
  - سانتیاگو ده لوس کابایروس – فرودگاه بین‌المللی سیباو
  - سانتو دومینگو – فرودگاه بین‌المللی لا امریکاس
- گرنادا
  - گرنادا – فرودگاه بین‌المللی ماریس بیشاپ
- جزیره گوادلوپ
  - فرودگاه بین‌المللی پوانت آ پیتر
- هائیتی
  - پورتو پرنس – فرودگاه بین‌المللی توسن لوورتور
- جامائیکا
  - کینگستون – فرودگاه بین‌المللی نورمن مانلی
  - مونتگوبی – فرودگاه بین‌المللی سنگستر
- مارتینیک
  - فور-دو-فرانس – فرودگاه بین‌المللی مارتنیک ایمی کیسایر
- مونتسرات
  - Gerald's – فرودگاه جان ای. آزبرن
- آنتیل هلند
  - کرالن‌دیک، Bonaire – فرودگاه بین‌المللی فلامینگو
  - اورنجستاد – فرودگاه بین‌المللی کویین بیاتریکس
  - فیلیپسبورگ، سینت مارتن – فرودگاه بین‌المللی پرینسس جولیانا
  - ویلمستاد – بین‌المللی فرودگاه هاتو
- پورتوریکو
  - Aguadilla – فرودگاه رافائل هرناندز
  - سان خوآن – فرودگاه بین‌المللی لوئیز مونز مارین
- سنت بارثلمی
  - St. Jean – فرودگاه گوستاف ۳
- سنت کیتس و نویس
  - سنت کیتس – فرودگاه بین‌المللی رابرت ل. بریدشو
- سنت لوسیا
  - بخش ویو فورت – فرودگاه بین‌المللی هوانورا
- سنت وینسنت و گرنادین‌ها
  - کینگزتاون – فرودگاه‌ای. تی. جاشوا
  - فرودگاه کنوان
- ترینیداد و توباگو
  - پرت آو اسپاین – فرودگاه بین‌المللی پیارکو
  - توباگو – فرودگاه بین‌المللی آرتور ناپلئون ریموند رابینسون (formerly Crown Point International Airport)
- جزایر تورکس و کایکوس
  - فرودگاه بین‌المللی پراویدنشیالز
- جزایر ویرجین
  - Saint Thomas – فرودگاه سیرل گری کینگ
  - سنت کرویکس، جزایر ویرجین ایالات متحده – فرودگاه هنری ئی. رولسن

### آمریکای مرکزی
- بلیز
  - بلیز سیتی – فرودگاه بین‌المللی فیلیپس اس. دبلیو. گلدسان
- کاستاریکا
  - Liberia – فرودگاه بین‌المللی دنیل اودوبر کیروش
  - سان خوزه (کاستاریکا) – فرودگاه بین‌المللی خوآن سانتاماریا
- السالوادور
  - سان سالوادور – فرودگاه بین‌المللی السالوادور
- گواتمالا
  - Flores – فرودگاه بین‌المللی موندو مایا
  - گواتمالاسیتی – فرودگاه بین‌المللی لا آررا
- هندوراس
  - لا سیبا – فرودگاه بین‌المللی گلسون
  - Roatán – فرودگاه بین‌المللی خوآن مانوئل گالوس
  - سن پدرو سولا – فرودگاه بین‌المللی رامون ویلدا مورالس
  - تگوسیگالپا – فرودگاه بین‌المللی تونکنتین
- نیکاراگوئه
  - ماناگوآ – فرودگاه بین‌المللی اوگوستو سزار ساندینو
  - Corn Island -فرودگاه کرن آیلند
- پاناما
  - Bocas del Toro – فرودگاه بین‌المللی بوکاس دل ترو ایسلا کولون
  - David, Chiriquí – فرودگاه بین‌المللی انریکه ملک
  - پاناماسیتی – فرودگاه بین‌المللی توکامن

### آمریکای شمالی
- برمودا
  - Ferry Reach – فرودگاه بین‌المللی ال.اف. وید
- کانادا
  - فرودگاه بین‌المللی کالگری
  - فرودگاه بین‌المللی ادمونتون
  - هالیفاکس – فرودگاه شهری هالیبورتنستانهوپ
  - همیلتون (انتاریو) - فرودگاه بین‌المللی جان سی. منرو همیلتن
  - فرودگاه بین‌المللی کلونا
  - فرودگاه بین‌المللی گریتر مانکتن
  - مون-ترومبلان، کبک – فرودگاه بین‌المللی لا ماکازا – مون ترامبلان
  - فرودگاه بین‌المللی مونترآل-پییر الیوت ترودو
  - فرودگاه بین‌المللی مک‌دونالد-کارتیر اتاوا
  - کبک – فرودگاه بین‌المللی ژان لوساژ شهر کبک
  - رجاینا – فرودگاه بین‌المللی رجاینا
  - فرودگاه بین‌المللی ساسکاتون جان گ. دیفنبکر
  - St. John's – فرودگاه بین‌المللی سنت جان
  - سیدنی، نوا اسکوشیا – فرودگاه سیدنی/جی. ای. داگلاس مک‌کاردی
  - تورنتو/میسیساگا – فرودگاه بین‌المللی پیرسون تورنتو
  - فرودگاه بین‌المللی ونکوور
  - ویکتوریا، بریتیش کلمبیا – فرودگاه بین‌المللی ویکتوریا
  - فرودگاه بین‌المللی وینیپگ جیمز آرمسترانگ ریچاردسون
- گرینلند
  - Kujalleq – فرودگاه نارسارسواک
  - Qaasuitsup – فرودگاه ایلولیست
  - Qeqqata – فرودگاه کانگرلوسواک
  - Sermersooq – فرودگاه کولوسوک
  - Sermersooq – فرودگاه نرلریت اینات
  - Sermersooq – فرودگاه نوک
- مکزیک
  - آکاپولکو، گوئررو – فرودگاه بین‌المللی ژنرال خوان آلوارز
  - آگوئاسکالینتس – فرودگاه بین‌المللی ال آی سی. خزوس تران پردو
  - فرودگاه بین‌المللی کابو سن لوکاس
  - کامپچه - فرودگاه بین‌المللی اینگ. آلبرتو اکوینا اونگای
  - فرودگاه بین‌المللی کانکون، کینتانا رو
  - چیئوائوا، چیئوائوا – فرودگاه بین‌المللی ژنرال روبرتو فیرو ویلالوبوس
  - فرودگاه بین‌المللی سیوداد دل کارمن
  - فرودگاه بین‌المللی کوزومل
  - Culiacán - فرودگاه بین‌المللی بچیگوایلاتو
  - دورانگو، دورانگو – فرودگاه بین‌المللی ژنرال گوادالوپ ویکتوریا
  - گوادالاخارا، خالیسکو – فرودگاه بین‌المللی دن میگوئل هیدالگو وای کوستیا
  - Huatulco – فرودگاه بین‌المللی باهیاس د هواتولکو
  - Ixtapa&ndash;خوزه ازوتا، گوئررو – فرودگاه بین‌المللی ایکستاپا-زیهواتانیو
  - لئون، گوآناخوآتو – فرودگاه بین‌المللی دل بایو
  - Loreto - فرودگاه بین‌المللی لورتو
  - مانزانیلو – فرودگاه بین‌المللی پلایا دو اورو
  - مزاتلان، سینالوآ – فرودگاه بین‌المللی ژنرال رافائل بولنا
  - مریدا، یوکاتان – فرودگاه بین‌المللی منیول کرسسنسیو ریجون
  - فرودگاه بین‌المللی مکزیکو سیتی
  - مونترری، نوئوو لئون – فرودگاه بین‌المللی ژنرال ماریانو اسکبیدو
  - مورلیا، میچوآکان – فرودگاه بین‌المللی ژنرال فرنسیسکو موییکا
  - اوآخاکا د خوارز – فرودگاه بین‌المللی سوسوکوتلن
  - پوئبلا، پوئبلا – بین‌المللی فرودگاه هرمانوس سردن
  - پورتو بایارتا، خالیسکو – فرودگاه بین‌المللی ال آی سی. گوستاو دیاز اورداز
  - سالتییو، کواویلا – فرودگاه بین‌المللی پلن دو گوادلوپ
  - San José del Cabo – فرودگاه بین‌المللی لوس کابوس
  - سان لوئیس پوتوسی، سان لوئیس پوتوسی – فرودگاه بین‌المللی پونچیانو آریاگا
  - کرتارو، کرتارو – فرودگاه بین‌المللی کوئره‌تارو
  - تامپیکو – فرودگاه بین‌المللی ژنرال فرنسیسکو خاویر مینا
  - تیخوانا - فرودگاه بین‌المللی تیخوانا، باخا کالیفرنیا
  - تولوکا – فرودگاه بین‌المللی ال آی سی. آدولفو لوپز ماتئوس
  - توکسلا گوتیرس، چیاپاس – فرودگاه بین‌المللی آنگل الباینوو کورزو
  - تورئون، کواویلا – فرودگاه بین‌المللی فرنسیسکو سارابیا
  - وراکروز، وراکروز – فرودگاه بین‌المللی ژنرال هریبرتو یارا
  - ویلاهرمسا، تاباسکو – فرودگاه بین‌المللی کارلووس روویروسا پرز
- سن پیر و میکلن
  - Saint-Pierre – فرودگاه سنت پیر
  - Miquelon – فرودگاه میکولون
- ایالات متحده آمریکا
  - اکران، اوهایو - فرودگاه بین‌المللی اکرن فولتن
  - آلبانی، نیویورک - فرودگاه بین‌المللی آلبانی (ابهام‌زدایی)
  - البوکرکی – فرودگاه بین‌المللی آلبوکرکی
  - الکساندریا، لوئیزیانا - فرودگاه بین‌المللی الکساندارا (لوییزیانا)
  - آلیس، تگزاس - فرودگاه بین‌المللی آلیس
  - آلن‌تاون، پنسیلوانیا - فرودگاه بین‌المللی لی والی
  - انکوریج – فرودگاه بین‌المللی تد استیونز انکوریج
  - آتلانتا – فرودگاه بین‌المللی هارتسفیلد-جکسون آتلانتا
  - آتلانتیک سیتی، نیوجرسی - فرودگاه بین‌المللی اتلنتیک سیتی
  - آستین، تگزاس - فرودگاه بین‌المللی آستین
  - بیکرزفیلد، کالیفرنیا - فرودگاه صحرایی میدوس
  - بالتیمور - فرودگاه بین‌المللی ثرگود مارشال بالتیمور واشینگتن
  - بلینگهام، واشینگتن - فرودگاه بین‌المللی بلینگهم
  - بیلینگز - فرودگاه بین‌المللی بیلینگز لوگان
  - بینگهمتون، نیویورک - فرودگاه گریتر بینگمتن
  - برمینگهم، آلاباما - فرودگاه بین‌المللی برمینگهم-شاتلسورث
  - بوستون – فرودگاه بین‌المللی لوگان
  - براونزویل، تگزاس - فرودگاه بین‌المللی برانزویل/ساوث پادره آیلند
  - بوفالو، نیویورک - فرودگاه بین‌المللی بوفالو نیاگارا
  - برلینگتون - فرودگاه بین‌المللی برلینگتون
  - کالکزیکو، کالیفرنیا - فرودگاه بین‌المللی کلکسیکو
  - Casper - فرودگاه بین‌المللی کسپر/ناترونا کانتی
  - شارلوت – فرودگاه بین‌المللی شارلوت داگلاس
  - چارلستون، کارولینای جنوبی - فرودگاه بین‌المللی چارلستون
  - شیکاگو - فرودگاه بین‌المللی میدوی شیکاگو
  - شیکاگو - فرودگاه بین‌المللی شیکاگو راکفرد
  - شیکاگو – فرودگاه بین‌المللی اوهیر شیکاگو
  - سینسینتی - فرودگاه بین‌المللی سینسیناتی/کنتاکی شمالی
  - کلیولند - فرودگاه بین‌المللی کلیولند هاپکینز
  - کلمبوس - فرودگاه بین‌المللی پورت کلمبوس
  - کلمبوس - فرودگاه بین‌المللی ریکن‌بیکر
  - کورپس کریستی - فرودگاه بین‌المللی کرپوس کریستی
  - دالاس/فورت وورث – فرودگاه بین‌المللی دالاس-فورت ورث
  - دیتون - فرودگاه بین‌المللی دیتون
  - دیتونا بیچ، فلوریدا - فرودگاه بین‌المللی روزتونا بیچ
  - دنور، کلرادو - فرودگاه بین‌المللی دنور
  - Del Bonita - فرودگاه بین‌المللی دل بونیتا/وت‌استون
  - دل ریو، تگزاس - فرودگاه بین‌المللی دل ریوو د ژانیرو
  - دی موین، آیووا - فرودگاه بین‌المللی دی موین، آیووا
  - دیترویت - فرودگاه متروپولیتن وین کانتی دیترویت
  - دولوث، مینه‌سوتا - فرودگاه بین‌المللی دلوت
  - ایگل پس، تگزاس - فرودگاه بین‌المللی موریک کانتی
  - ادینبرگ، تگزاس - فرودگاه بین‌المللی سوت تگزاس در ادینبرگ
  - ال پاسو - فرودگاه بین‌المللی ال پاسو
  - اری، پنسیلوانیا - فرودگاه بین‌المللی اری
  - فیربنکس - فرودگاه بین‌المللی فیربنکس
  - فارگو - فرودگاه بین‌المللی هکتور
  - فلینت - فرودگاه بین‌المللی بیشاپ
  - فورت لادردیل، فلوریدا – فرودگاه بین‌المللی فورت لادرداله – هالی‌وود
  - فورت مایرز، فلوریدا - فرودگاه بین‌المللی ساوثوست فلوریدا
  - فورت وورث - فرودگاه بین‌المللی فوت ورث میچام
  - فرزنو - فرودگاه بین‌المللی فرسنو یوسیمیتی
  - Glasgow - فرودگاه گلاسگو
  - گرند رپیدز، میشیگان - فرودگاه بین‌المللی جرالد فورد
  - Great Falls - فرودگاه بین‌المللی گریت فالز
  - گرین‌بی، ویسکانسین - فرودگاه بین‌المللی استن استراوبل
  - گرینزبورو، کارولینای شمالی - فرودگاه بین‌المللی پیدمونت تراید
  - Greenville/اسپارتنبورگ، کارولینای جنوبی - فرودگاه بین‌المللی گرنویل-اسپارتانبورگ
  - گالفپورت، میسیسیپی/بیلاکسی، میسیسیپی - فرودگاه بین‌المللی گلف پورت-بیلوکسی
  - هارلینجن، تگزاس - فرودگاه بین‌المللی ولی
  - هریسبورگ، پنسیلوانیا/Middletown - فرودگاه بین‌المللی هریسبرگ
  - هونولولو - فرودگاه بین الملی هونولولو
  - Houlton - فرودگاه بین‌المللی هولتن
  - هیوستون – فرودگاه بین‌المللی جرج بوش
  - هانتسویل، آلاباما - فرودگاه بین‌المللی هانتسویل
  - ایندیاناپولیس - فرودگاه بین‌المللی ایندیاناپلیس
  - اینترنشنال فالز، مینه‌سوتا - فرودگاه بین‌المللی فالز
  - جکسون، میسیسیپی - فرودگاه بین‌المللی جکسن-اورز
  - جکسون‌ویل - فرودگاه بین‌المللی جکسنویل
  - جونو، آلاسکا - فرودگاه بین‌المللی جونو
  - کالامازو/Battle Creek - فرودگاه بین‌المللی کالامازو
  - Kalispell - فرودگاه بین‌المللی گلیشر پارک
  - کانزاس‌سیتی – فرودگاه بین‌المللی کانزاس‌سیتی
  - کی وست، فلوریدا - فرودگاه بین‌المللی کی وست
  - کچیکان، آلاسکا - فرودگاه بین‌المللی کچیکان
  - Kona – فرودگاه بین‌المللی کونا
  - Lake Charles - فرودگاه بین‌المللی شنلت
  - لنسینگ - فرودگاه بین‌المللی کپیتل ریجن
  - لاریدو، تگزاس - فرودگاه بین‌المللی لاردو
  - لاس کروسس - فرودگاه بین‌المللی لا کروسیز
  - لاس‌وگاس – فرودگاه بین‌المللی مک‌کاران
  - لس‌آنجلس - فرودگاه بین‌المللی لس‌آنجلس
  - لوییویل – فرودگاه بین‌المللی لوئیزویله
  - لاباک، تگزاس - فرودگاه بین‌المللی لوبوک پرستون اسمیت
  - Marquette/Gwinn - فرودگاه بین‌المللی ساویر
  - Massena - فرودگاه بین‌المللی ماسنا
  - مک‌آلن - فرودگاه بین‌المللی مک‌آلن-میلر
  - مدفود، اورگن - فرودگاه بین‌المللی رگو ولی-مدفورت
  - Melbourne - فرودگاه بین‌المللی ملبرن
  - ممفیس – فرودگاه بین‌المللی ممفیس
  - میامی - فرودگاه بین‌المللی میامی
  - میلواکی، ویسکانسین – فرودگاه بین‌المللی ژنرال میچل
  - مینیاپولیس/سینت پال – فرودگاه بین‌المللی مینیاپولیس−سنت پل
  - میزولا، مونتانا - فرودگاه بین‌المللی میسولا
  - Monticello - فرودگاه بین‌المللی شهرستان سالیوان
  - مؤسس لیک، واشینگتن - فرودگاه بین‌المللی شهرستان گرنت
  - مرتل بیچ، کارولینای جنوبی فرودگاه بین‌المللی میرتل بیچ
  - نشویل - فرودگاه بین‌المللی نشویل
  - نیواورلئان – فرودگاه بین‌المللی لوئیز آرمسترانگ نیو اورلنان
  - نیویورک – فرودگاه بین‌المللی جان اف کندی
  - نیویورک – فرودگاه لاگواردیا
  - نیوآرک – فرودگاه بین‌المللی لیبرتی نیوآرک
  - نیوبورگ، نیویورک - فرودگاه بین‌المللی استیوارت
  - نیوپورت نیوز - فرودگاه بین‌المللی نیو پورت نیوز/ویلیامسبورگ
  - نیاگارا فالز، نیویورک - فرودگاه بین‌المللی نیاگارا فالز
  - نورفوک، ویرجینیا - فرودگاه بین‌المللی نورفولک
  - نورت چارلزتن، کارولینای جنوبی - فرودگاه بین‌المللی چارلستون/پایگاه شکاری چارلستن
  - اوکلند - فرودگاه بین‌المللی اوکلند
  - اگدنس بورگ، نیویورک - فرودگاه بین‌المللی اوگدنزبرگ
  - انتاریو، کالیفرنیا - فرودگاه بین‌المللی انتاریو
  - اورلندو، فلوریدا – فرودگاه بین‌المللی اورلاندو (فلوریدا)
  - پالم اسپرینگز - فرودگاه بین‌المللی پالم اسپرینگز
  - پاناما سیتی بیچ، فلوریدا - فرودگاه بین‌المللی نورث‌وست (فلوریدا)
  - پنساکولا، فلوریدا - فرودگاه بین‌المللی پنساکولا
  - Peoria - فرودگاه بین‌المللی ژنرال وین براندزینو داونینگ پیوریا
  - فیلادلفیا - فرودگاه بین‌المللی فیلادلفیا
  - فینیکس، آریزونا – فرودگاه بین‌المللی فینکس اسکای هاربر
  - پیتسبورگ - فرودگاه بین‌المللی پیتسبورگ
  - پلاتس بورگ، نیویورک - فرودگاه بین‌المللی پلتسبورگ
  - Pontiac - فرودگاه بین‌المللی اووکلند کانتی
  - پورت آنجلس، واشینگتن - فرودگاه بین‌المللی ولیام ر. فیرچایلد
  - Port Huron - فرودگاه بین‌المللی شهرستان سنت کلیر
  - پورتلند، مین – فرودگاه جت بین‌المللی پورتلند
  - پورتلند، اورگن – فرودگاه بین‌المللی پورتلند
  - ریموند، نیوهمپشایر - فرودگاه بین‌المللی پورتسموث ات پیس
  - پورت تونسند، واشینگتن - فرودگاه بین‌المللی شهرستان جفرسن
  - پراویدنس - فرودگاه تی. اف. گرین
  - Quad Cities - فرودگاه بین‌المللی کواد سیتی
  - رالی، کارولینای شمالی – فرودگاه بین‌المللی رالیگ-دورهام
  - رینو، نوادا - فرودگاه بین‌المللی رنو تاهوئه
  - ریچموند، ویرجینیا – فرودگاه بین‌المللی ریچموند
  - روچستر، مینه‌سوتا - فرودگاه بین‌المللی روچستر
  - روچستر - فرودگاه بین‌المللی گریتر راچستر
  - ساکرامنتو – فرودگاه بین‌المللی سکرامنتو
  - Saginaw - فرودگاه بین‌المللی ام‌بی‌اس
  - سالت‌لیک‌سیتی - فرودگاه بین‌المللی سالت‌لیک‌سیتی
  - سان آنتونیو - فرودگاه بین‌المللی سن آنتونیو
  - سن دیگو - فرودگاه بین‌المللی سن دیه‌گو
  - سان فرانسیسکو - فرودگاه بین‌المللی سانفرانسیسکو
  - سان‌خوزه، کالیفرنیا – فرودگاه بین‌المللی سان خوزه
  - سانتا آنا، کالیفرنیا/شهرستان اورنج، کالیفرنیا – فرودگاه جان وین (from 2011, after Terminal C is built)
  - ساراسوتا، فلوریدا\برادنتون، فلوریدا - فرودگاه بین‌المللی ساراستابردنتن
  - Sault Ste. Marie - فرودگاه بین‌المللی شهرستان چیپوا
  - ساوانا، جورجیا - فرودگاه بین‌المللی سوننه/هیلتن حعیا
  - سیاتل، واشینگتن - فرودگاه بین‌المللی سیتل-تاکوما
  - اسپوکن - فرودگاه بین‌المللی اسپوکن
  - سنت لوئیس – فرودگاه بین‌المللی لامبرت-ست لوی
  - سن پترزبورگ، فلوریدا - فرودگاه بین‌المللی سن پترزبورگ-کلیرواتر
  - Sweetgrass - فرودگاه بین‌المللی کوتس/راس
  - سیراکیوز، نیویورک - فرودگاه بین‌المللی گریتر راچستر
  - تمپا، فلوریدا – فرودگاه بین‌المللی تمپا
  - تولیدو، اوهایو - فرودگاه تولدو اکسپرس
  - توسان – فرودگاه بین‌المللی توسان
  - تالسا، اوکلاهوما - فرودگاه بین‌المللی تالسا، اکلاهما
  - واشینگتن، دی. سی. – فرودگاه بین‌المللی دالس واشینگتن
  - واترتاون، نیویورک - فرودگاه بین‌المللی واترتاون
  - وست پالم بیچ، فلوریدا – فرودگاه بین‌المللی پالم بیچ
  - ویلکس-بار، پنسیلوانیا/اسکرانتون، پنسیلوانیا - فرودگاه بین‌المللی ویلکز بار - اسکرانتون
  - Wilmington - فرودگاه بین‌المللی ویلمینگتون
  - Windsor Locks - فرودگاه بین‌المللی بردلی
  - یوما، آریزونا - فرودگاه بین‌المللی یوما

### آمریکای جنوبی
- آرژانتین
  - بوئنوس آیرس – فرودگاه بین‌المللی مینیسترو پیستارینی
  - بوئنوس آیرس – محله هوایی یورگ نوبری
  - کوردوبا، آرژانتین – فرودگاه بین‌المللی اینگنیرو ارناوتیکو امبرسیو تاراولا
  - مندوزا (آرژانتین) – فرودگاه بین‌المللی گاورنر فرنسیسکو گابریلی
  - پورتو یواسو – فرودگاه بین‌المللی آبشار ایگواسو
  - ریوگالگوس – فرودگاه بین‌المللی پیلوتو سیویل نوربرتو فرناندز
  - باریلوچه – فرودگاه بین‌المللی تنینته لوییس کندلاریا
  - ترلئو – فرودگاه المیرانت مارکوس برندزینو زار
  - فرودگاه بین‌المللی اوشوآیا – مالویناس آرجنتیناس
- بولیوی
  - لاپاز – فرودگاه بین‌المللی ال آلتو
  - فرودگاه بین‌المللی پورتو سوارز
  - سانتا کروس د لا سیرا (بولیوی) – فرودگاه بین‌المللی ویرو ویرو
- برزیل
  - آراکاخو – فرودگاه سانتا ماریا (سرژیپه)
  - بلم – فرودگاه بین‌المللی ول د کائس
  - بلو هوریزونته – فرودگاه بین‌المللی تانکردو نوس
  - برازیلیا – فرودگاه بین‌المللی برازیلیا
  - کمپیناس – فرودگاه بین‌المللی ویراکوپوس-کامپیناس
  - فرودگاه بین‌المللی کامپوگرانده
  - فرودگاه چاپکو
  - کویابا – فرودگاه بین‌المللی مارشال روندو
  - کوریتیبا – فرودگاه بین‌المللی آفونسو پنا
  - فلوریانوپلیس – فرودگاه بین‌المللی هرکیلیو لوز
  - فورتالزا – فرودگاه بین‌المللی پینتو مارتینز
  - گویانیا – فرودگاه سانتا جنووا
  - Ilhéus - فرودگاه ایله‌وس یرگ امادو
  - ژواو پسوا، پارائیبا - فرودگاه بین‌المللی پرزیدانت کاسترو پینتو
  - فرودگاه خوازیرو دو نورته
  - فرودگاه لوندرینا
  - ماسیو - فرودگاه بین‌المللی زومی دوس پالمیراس
  - مانائوس – فرودگاه بین‌المللی ادواردو گومز
  - Navegantes - فرودگاه بین‌المللی مینیسترو ویکتور کوندر
  - Natal - فرودگاه بین‌المللی اوگوستو سورو
  - Passo Fundo – فرودگاه لاورو کورتز
  - فرودگاه پترولینا
  - پورتو الگره – فرودگاه بین‌المللی سلگدو فیلهو
  - فرودگاه پورتو سگورو
  - پورتو ولیو – فرودگاه بین‌المللی گورنادر خوزه تیکسیرا دا لیویرا
  - ریسیف – فرودگاه ریکایف
  - فرودگاه بین‌المللی ریو دوژانیرو گالیائو
  - ریو د ژانیرو – فرودگاه سانتوس دومنت
  - سالوادور – فرودگاه بین‌المللی دپوتادو لوئیس ادواردو مگاهاس
  - لویی نهم - فرودگاه بین‌المللی مارشال کونیا ماچادو
  - فرودگاه بین‌المللی سائو پائولوگوارولخس
  - سائوپائولو - فرودگاه کونگونهاس-سائو پاوئولو
  - Vitória – فرودگاه اوریکو داگویار سالاس
- شیلی
  - آنتوفاگاستا – فرودگاه بین‌المللی سروو مورنو
  - کنسپسیون، شیلی - فرودگاه بین‌المللی کریل سر
  - پرتو مونت - فرودگاه ال تپوال
  - پونتا آرناس - فرودگاه بین‌المللی پرزیدانت کارلوس ایبانیز دل کامپو
  - سانتیاگو – فرودگاه بین‌المللی کومودورو ارتورو مرینو بنیتز
- کلمبیا
  - بارانکیلا – فرودگاه بین‌المللی ارنستو کورتیسوز
  - بوگوتا – فرودگاه بین‌المللی ال دورادو
  - بوکارامانگا – فرودگاه بین‌المللی پالونگرو
  - کالی – فرودگاه بین‌المللی آلفونسو بونییا آراگون
  - کارتاگنا – فرودگاه بین‌المللی رافائل ناندز
  - کوکوتا – فرودگاه بین‌المللی کمیلو دازا
  - مدلین – فرودگاه بین‌المللی خوزه ماریا کوردوا
  - Pereira – فرودگاه بین‌المللی ماتکانا
  - San Andrés – فرودگاه بین‌المللی گوستاو روجاس پینیلا
- اکوادور
  - گوایاکیول – فرودگاه بین‌المللی خوزه خواکین د اولمدو
  - کیتو – فرودگاه بین‌المللی ماریسکال سوکره
  - تولکان (اکوادور) – فرودگاه بین‌المللی سرهنگ دوم لویس ا مانتیلا
- جزایر فالکلند
  - Mount Pleasant – فرودگاه نیروی هوایی سلطنتی ماونت پلزنت
- گویان فرانسه
  - فرودگاه کاین رشابوو
- گویان
  - جورج‌تاون – فرودگاه بین‌المللی چدی جیگن
- پاراگوئه
  - آسونسیون – فرودگاه بین‌المللی سیلویو پتیروسی
  - سیوداد دل استه – فرودگاه بین‌المللی گوآرانی
- پرو
  - آرکیپا – فرودگاه بین‌المللی رودریگز بیون
  - کوسکو – فرودگاه بین‌المللی الیاندرو ولاسکو استیت
  - لیما – فرودگاه بین‌المللی خورخه چاوز
- سورینام
  - پاراماریبو – فرودگاه بین‌المللی یوهان ادالف پنگل
- اروگوئه
  - مونته‌ویدئو – فرودگاه بین‌المللی کراسکو
  - پونتا دل استه – فرودگاه بین‌المللی کاپیتان دا کوربتا کارلووس برندزینو کوربلو
- ونزوئلا
  - کاراکاس – فرودگاه بین‌المللی سیمون بولیوار (ونزویلا)
  - ماراکایبو – فرودگاه بین‌المللی لا چینیتا
  - Valencia – فرودگاه بین‌المللی آرتورو میچلنا

## آسیا

### آسیای مرکزی
- قزاقستان
  - فرودگاه آقتائو
  - فرودگاه بین‌المللی آلماآتی
  - فرودگاه بین‌المللی آستانه (قزاقستان)
  - فرودگاه آتیرائو
  - فرودگاه سری‌ارکا
  - فرودگاه قوستانای
  - فرودگاه بین‌المللی چیمکند
  - Uralsk – فرودگاه اورال آک ژول
- قرقیزستان
  - بیشکک – فرودگاه بین‌المللی مناس
  - فرودگاه اوش
- تاجیکستان
  - فرودگاه بین‌المللی دوشنبه
  - فرودگاه خجند
- ترکمنستان
  - فرودگاه عشق‌آباد
- ازبکستان
  - فرودگاه نمنگان
  - فرودگاه بین‌المللی تاشکند

### آسیای شرقی
- کره شمالی (کره شمالی)
  - پیونگ‌یانگ – فرودگاه بین‌المللی سانن
- ژاپن
  - آکیتا – فرودگاه اکیتا
  - آئوموری – فرودگاه ائوموری
  - فوکوئوکا – فرودگاه فوکوئوکا
  - فرودگاه هاکوداته
  - کاگوشیما – فرودگاه کاگوشیما
  - کوماتسو، ایشیکاوا – فرودگاه کوماتسو
  - فرودگاه هیروشیما
  - کیتاکیوشو، فوکوئوکا – فرودگاه کیتاکیوشو
  - ناگازاکی – فرودگاه ناگازاکی
  - ناگویا، آیچی – فرودگاه بین‌المللی چوبو سنترایر
  - نیگاتا – فرودگاه نیئیگاتا
  - اوئیتا – فرودگاه اویتا
  - اوکایاما – فرودگاه اوکایاما
  - Okinawa, - Naha|Airport
  - اوساکا – فرودگاه بین‌المللی کانسای
  - ساپورو – فرودگاه نیو چیتوز
  - سندای – فرودگاه سندای
  - شیزوئوکا – فرودگاه شیزوکا
  - توکیو\یوکوهاما – فرودگاه هانه‌دا
  - توکیو\یوکوهاما – فرودگاه بین‌المللی ناریتا
- مغولستان
  - اولان‌باتور – فرودگاه بین‌المللی بویانت-اوخا
- جمهوری خلق چین (China)
  - فرودگاه بین‌المللی پکن
  - فرودگاه بین‌المللی چانگچون لونگییا
  - فرودگاه بین‌المللی چانگشا هوانگهوا
  - فرودگاه بین‌المللی چنگدو شوانگلیو
  - فرودگاه بین‌المللی چنگچینگ ییانگبی
  - فرودگاه بین‌المللی دالیان ژووشویزی
  - فرودگاه بین‌المللی فوژو چنگل
  - فرودگاه بین‌المللی بایون گوآنگجو
  - فرودگاه بین‌المللی گایلین لیانگ‌جیانگ
  - فرودگاه بین‌المللی لانگ‌دونگ‌بائو گوئی‌یانگ
  - فرودگاه بین‌المللی هایکو میلان
  - فرودگاه بین‌المللی هانگجو ژیاشان
  - فرودگاه بین‌المللی هاربین تایپینگ
  - فرودگاه بین‌المللی هفی لوگانگ
  - هنگ کنگ – فرودگاه بین‌المللی هنگ‌کنگ
  - فرودگاه جییانگوشان
  - فرودگاه بین‌المللی جینان یاکیانگ
  - فرودگاه بین‌المللی کونمینگ ویابا
  - فرودگاه لاسا گونگار
  - فرودگاه بین‌المللی ماکائو
  - فرودگاه مودانجیانگ هایلانگ
  - فرودگاه بین‌المللی نانجینگ لوکو
  - فرودگاه بین‌المللی نانینگ ووژو
  - فرودگاه بین‌المللی نینگبو لیشه
  - فرودگاه بین‌المللی کینگدائو لیوتینگ
  - فرودگاه بین‌المللی سانیا فونیکس
  - فرودگاه بین‌المللی شانگهای هنگقیو
  - فرودگاه بین‌المللی شانگهای پودنگ
  - فرودگاه بین‌المللی شنینگ تخین
  - فرودگاه بین‌المللی شنژن بن
  - فرودگاه بین‌المللی تیانجین بینهای
  - فرودگاه بین‌المللی اورومچی دیووپو
  - فرودگاه ویهای داشویبو
  - فرودگاه بین‌المللی ووهان تیانهه
  - فرودگاه بین‌المللی زیامن گائوچی
  - فرودگاه بین‌المللی شی‌آن شیان‌یانگ
  - فرودگاه یانجی چائویانگ‌چون
  - فرودگاه بین‌المللی یانتای لایشان
  - فرودگاه بین‌المللی ژنگژو سین‌ژنگ
- تایوان (تایوان)
  - فرودگاه بین‌المللی گاوشیونگ
  - فرودگاه سونگشان تایپه
  - تایپه – فرودگاه بین‌المللی تائویوان تایوان
  - Taitung – فرودگاه تایتونگ
- کره جنوبی (کره جنوبی)
  - بوسان – فرودگاه بین‌المللی گیمهی
  - دائجو – فرودگاه بین‌المللی دائجو
  - ججو – فرودگاه بین‌المللی ججو
  - سئول – فرودگاه بین‌المللی گیمپو
  - سئول – فرودگاه بین‌المللی اینچن
  - چئونگ‌جو - فرودگاه بین‌المللی چئونگ‌جو
  - Muan - فرودگاه بین‌المللی موان
  - Yangyang - فرودگاه بین‌المللی یانگ‌یانگ

### آسیای جنوبی
- بنگلادش
  - شهرستان چیتاگونگ – فرودگاه بین‌المللی شاه امانت
  - داکا – فرودگاه بین‌المللی شاه‌جلال
  - سیلت (بنگلادش) – فرودگاه بین‌المللی عثمانی
- پادشاهی بوتان
  - Paro – فرودگاه پارو
- هند
  - احمدآباد (هندوستان) – فرودگاه بین‌المللی سردار ولابهبهی پتل
  - امریتسار – فرودگاه بین‌المللی سری گرو رام داس جی
  - بنگالورو – فرودگاه بین‌المللی بنگالورو
  - بوپال – فرودگاه راجا بهوجا
  - فرودگاه باگدوگرا
  - فرودگاه بین‌المللی چنای
  - فرودگاه کویمباتور
  - دهلی – فرودگاه بین‌المللی ایندیرا گاندی
  - گایا (هند) – فرودگاه گایا
  - گواتی – فرودگاه بین‌المللی لوکپریرا گوپیناز بوردولوئی: فرودگاه بین‌المللی لوکپریرا گوپیناز بوردولوئی
  - گوا – فرودگاه دابولیم
  - حیدرآباد (هند) – فرودگاه بین‌المللی راجیو گاندی
  - فرودگاه بین‌المللی جایپور
  - Kochi – فرودگاه بین‌المللی کوچین
  - کلکته – فرودگاه بین‌المللی نتاجی سوباش چاندرا بوز
  - کالیکوت – فرودگاه بین‌المللی کالیکوت
  - لکهنو – فرودگاه اماوسی
  - فرودگاه منگالور (هند)
  - بمبئی – فرودگاه بین‌المللی چاتراپاتی شیواجی
  - ناگپور – فرودگاه بین‌المللی دکتر باباساهب آمبدکار
  - فرودگاه پون
  - شیلیگوری – فرودگاه باگدوگرا
  - تیروچیراپالی – فرودگاه تیروچیراپالی
  - تریواندروم – فرودگاه بین‌المللی تریواندروم
  - ویساکاپاتنام – فرودگاه ویساکاپاتنام
- نپال
  - کاتماندو – فرودگاه بین‌المللی تریبهوان
- مالدیو
  - فرودگاه بین‌المللی ابراهیم نصیر
  - فرودگاه بین‌المللی گن
- پاکستان
  - فرودگاه بهاولپور
  - فرودگاه بین‌المللی دیرا گازی کان
  - فرودگاه بین‌المللی فیصل‌آباد
  - فرودگاه بین‌المللی گوادار
  - اسلام‌آباد – فرودگاه بین‌المللی بینظیر بوتو
  - کراچی – فرودگاه بین‌المللی جناح
  - لاهور – فرودگاه بین‌المللی اقبال لاهوری
  - فرودگاه بین‌المللی مولتان
  - پیشاور – فرودگاه بین‌المللی باچا خان
  - فرودگاه بین‌المللی کویته
  - رحیم‌یارخان، پاکستان – فرودگاه بین‌المللی شیخ زاید (رحیم‌یارخان)
  - فرودگاه بین‌المللی سیالکوت
  - فرودگاه بین‌المللی تربت
- سری‌لانکا
  - کلمبو – فرودگاه بین‌المللی باندرانیکی
  - هامبانتوتا - فرودگاه بین‌المللی ماتالا

### آسیای جنوب شرقی
- برونئی
  - بندر سری بگاوان – فرودگاه بین‌المللی برونئی
- کامبوج
  - فرودگاه بین‌المللی پنوم پن
  - سیه‌م رئاپ – فرودگاه بین‌المللی سیم ریپ
- تیمور شرقی
  - دیلی – فرودگاه بین‌المللی پرزیدانت نیکولو لوباتو
- اندونزی
  - بالیک‌پاپان – فرودگاه سلطان آجی محمد سلیمان
  - باندا آسه – فرودگاه سلطان اسکندر مودا
  - باندونگ – فرودگاه بین‌المللی حسین ساسترانگارا
  - دنپاسار – فرودگاه بین‌المللی انگوراه رای
  - جاکارتا – فرودگاه بین‌المللی سوئکارنو-هتا
  - ماکاسار – فرودگاه بین‌المللی سلطان حسن‌الدین
  - مانادو – فرودگاه بین‌المللی سام رتولنگی
  - ماتارام – فرودگاه بین‌المللی لومبک
  - مدان – فرودگاه بین‌المللی پولونیا
  - پادنگ، اندونزی – فرودگاه بین‌المللی مینانگکابو
  - پالم‌بانگ – فرودگاه سلطان محمود بدرالدین دوم
  - پکانبارو – فرودگاه بین‌المللی سلطان سیاریف قسیم دوم
  - سمارانگ – فرودگاه بین‌المللی اچماد یانی
  - سورابایا – فرودگاه بین‌المللی یواندا
  - ساماریندا – فرودگاه بین‌المللی ساماریندا
  - سوراکارتا – فرودگاه بین‌المللی ادیسومارمو
  - یوگیاکارتا – فرودگاه بین‌المللی ادیسوسیپتو
- لائوس
  - فرودگاه بین‌المللی لوآنگ پرابانگ
  - فرودگاه بین‌المللی پاکسه
  - وینتیان – فرودگاه بین‌المللی واتایی
- مالزی
  - ایپوه – فرودگاه سلطان ازلان شاه
  - جوهور بهرو – فرودگاه بین‌المللی ثنای
  - فرودگاه بین‌المللی کوتا کینابالو
  - فرودگاه بین‌المللی کوالالامپور
  - فرودگاه بین‌المللی کوچینگ
  - فرودگاه بین‌المللی لانگکاوی
  - فرودگاه بین‌المللی مالاکا
  - فرودگاه بین‌المللی پنانگ
  - Subang – فرودگاه سلطان عبدالعزیز شاه
  - فرودگاه میری
  - کوانتان - فرودگاه سلطان حاجی احمد شاه
- میانمار
  - فرودگاه بین‌المللی ماندالای
  - فرودگاه بین‌المللی یانگون
- فیلیپین
  - Zamboanga City – فرودگاه بین‌المللی زامبونگا
  - سبو – فرودگاه بین‌المللی مکتان-کبو
  - Clark – فرودگاه بین‌المللی کلارک
  - داوائو سیتی – فرودگاه بین‌المللی فرانسیسکو بنگویی
  - Laoag City – فرودگاه بین‌المللی لاواگ
  - فرودگاه بین‌المللی کالیبو
  - مانیل – فرودگاه بین‌المللی نینوی آکوئینو
  - Olongapo City - فرودگاه بین‌المللی سوبیک بی
  - پورتوپرنسس - فرودگاه بین‌المللی پورتو پرینسسا
  - جنرال سانتوس - فرودگاه بین‌المللی ژنرال سانتوس
  - Iloilo City - فرودگاه بین‌المللی ایلوئیلو
  - Cagayan de Oro City - فرودگاه بین‌المللی لاگویندینگان
  - Legazpi City International Airport
  - فرودگاه بین‌المللی باکولود-سیلای
- سنگاپور
  - فرودگاه چانگی سنگاپور
- تایلند
  - بانکوک – فرودگاه بین‌المللی سووارنابومی
  - فرودگاه بین‌المللی چیانگ مای
  - استان چیانگ ری – فرودگاه بین‌المللی مائه فه لوانگ-چینگ رایی
  - Rayong and پاتایا - فرودگاه بین‌المللی یو-تاپائو
  - فرودگاه بین‌المللی هت یای
  - فرودگاه کرابی
  - پوکت – فرودگاه بین‌المللی پوکت
  - سورات تانی – فرودگاه سورات
  - جزیره ساموی - فرودگاه ساموی
  - فرودگاه بین‌المللی اودن تانی
- ویتنام
  - فرودگاه بین‌المللی دا نانگ
  - هانوی – فرودگاه بین‌المللی نوا به
  - هوشی‌مین – فرودگاه سایگون
  - فرودگاه بین‌المللی کن دو

### غرب آسیا
- افغانستان
- فرودگاه بین‌المللی کابل
- فرودگاه بین‌المللی مزارشریف (مولانا جلال الدین بلخی)
- فرودگاه بین‌المللی قندهار
- ارمنستان
  - ایروان – فرودگاه بین‌المللی زوارتنوتس
  - گیومری - فرودگاه شیراک
- جمهوری آذربایجان
  - باکو – فرودگاه بین‌المللی حیدر علی‌اف
  - گنجه – فرودگاه بین‌المللی گنجه
  - فرودگاه نخجوان
- بحرین
  - منامه – فرودگاه بین‌المللی بحرین
- گرجستان
  - فرودگاه بین‌المللی باتومی
  - کوتائیسی – فرودگاه بین‌المللی کوتایسی
  - فرودگاه بین‌المللی تفلیس
- ایران
  - تهران – فرودگاه بین‌المللی امام خمینی
  - تهران – فرودگاه بین‌المللی مهرآباد
  - اصفهان – فرودگاه بین‌المللی شهید بهشتی
  - کرمان –فرودگاه بین‌المللی آیت‌الله هاشمی رفسنجانی
  - جزیره کیش – فرودگاه بین‌المللی کیش
  - مشهد –فرودگاه بین‌المللی شهید هاشمی‌نژاد
  - شیراز –فرودگاه بین‌المللی شهید دستغیب
  - تبریز –فرودگاه بین‌المللی شهید مدنی
  - کرمانشاه –فرودگاه بین‌المللی شهید اشرفی اصفهانی
  - بندرعباس –فرودگاه بین‌المللی بندرعباس
  - قشم –فرودگاه بین‌المللی جزیره قشم
  - یزد –فرودگاه بین‌المللی شهید صدوقی یزد
  - چابهار –فرودگاه بین‌المللی چابهار
  - زاهدان –فرودگاه بین‌المللی زاهدان
  - رفسنجان –فرودگاه بین‌المللی رفسنجان
  - لار –فرودگاه بین‌المللی لار
  - لامرد –فرودگاه بین‌المللی لامرد فارس
  - بوشهر –فرودگاه بین‌المللی بوشهر
  - اهواز –فرودگاه بین‌المللی شهید سلیمانی اهواز
  - آبادان –فرودگاه بین‌المللی آبادان
  - ارومیه –فرودگاه بین‌المللی ارومیه
  - بجنورد –فرودگاه بین المللی بجنورد
  - رشت –فرودگاه بین‌المللی سردارجنگل رشت
  - ساری–فرودگاه بین‌المللی دشت ناز ساری
  - گرگان –فرودگاه بین‌المللی گرگان
  - عسلویه–فرودگاه بین‌المللی عسلویه
- عراق
  - فرودگاه بین‌المللی نجف
  - فرودگاه بین‌المللی بغداد
  - فرودگاه بین‌المللی بصره
  - اربیل – فرودگاه بین‌المللی اربیل
  - فرودگاه بین‌المللی موصل
  - فرودگاه بین‌المللی سلیمانیه
- اسرائیل
  - صحرای نگب - فرودگاه اوودا
  - Greater Tel Aviv  – فرودگاه بین‌المللی بن گوریون
  - حیفا - فرودگاه بین‌المللی حیفا
- اردن
  - عقبه – فرودگاه بین‌المللی ملک حسین
  - امان – فرودگاه بین‌المللی کویین آلیا
  - امان – فرودگاه کشوری عمان
- کویت
  - فرودگاه بین‌المللی کویت
- لبنان
  - فرودگاه بین‌المللی رفیق حریری بیروت
- عمان
  - مسقط – فرودگاه بین‌المللی مسقط
  - فرودگاه صلاله
- قطر
  - فرودگاه بین‌المللی دوحه
- عربستان سعودی
  - دمام – فرودگاه بین‌المللی ملک فهد
  - جده – فرودگاه بین‌المللی ملک عبدالعزیز
  - مدینه – فرودگاه شاهزاده محمد بن عبدالعزیز
  - ریاض – فرودگاه بین‌المللی ملک خالد
- سوریه
  - فرودگاه بین‌المللی حلب
  - فرودگاه بین‌المللی دمشق
  - لاذقیه – فرودگاه بین‌المللی باسل الاسد
- امارات متحده عربی
  - فرودگاه بین‌المللی ابوظبی
  - فرودگاه بین‌المللی العین
  - فرودگاه بین‌المللی دبی
  - فرودگاه بین‌المللی راس الخیمه
  - Sharjah – فرودگاه بین‌المللی شارجه
- یمن
  - فرودگاه بین‌المللی عدن
  - فرودگاه بین‌المللی صنعا

## اروپا
- جزایر الند
  - فرودگاه ماریاهام
- آلبانی
  - تیرانا – فرودگاه بین‌المللی مادر ترزای تیرانا
- اتریش
  - فرودگاه گراتس
  - فرودگاه کلاگن‌فورت
  - فرودگاه اینسبروک
  - فرودگاه لینز
  - فرودگاه زالتسبورگ
  - فرودگاه بین‌المللی وین
- بلاروس
  - فرودگاه گومل
  - فرودگاه بین‌المللی مینسک
- بلژیک
  - فرودگاه بین‌المللی آنتورپ
  - فرودگاه بروکسل
  - بروکسل/شارلروآ – فرودگاه بروکسل جنوب شرلروآ
- بوسنی و هرزگوین
  - فرودگاه بین‌المللی بانیا لوکا
  - فرودگاه بین‌المللی سارایوو
- بلغارستان
  - فرودگاه بورگاس
  - پلوودیو – فرودگاه پلوودیف
  - فرودگاه صوفیه
  - فرودگاه وارنا
- کرواسی
  - فرودگاه دوبروونیک
  - فرودگاه اوسیک
  - فرودگاه پولا
  - اسپلیت – فرودگاه اسپلیت
  - فرودگاه زادر
  - فرودگاه زاگرب
- قبرس
  - فرودگاه بین‌المللی لارناکا
  - فرودگاه بین‌المللی پافوس
- جمهوری چک
  - فرودگاه برنو-تورانی
  - فرودگاه کارلووی واری
  - استراوا – فرودگاه لئوس جانسیک استراوا
  - پراگ – فرودگاه پراگ رازیون
- دانمارک
  - فرودگاه آلبورگ
  - فرودگاه آرهوس
  - Billund – فرودگاه بیلاند
  - فرودگاه کپنهاگ
- استونی
  - تالین – فرودگاه لنارت مری تالین
  - فرودگاه تارتو
- جزایر فارو
  - جزایر فارو – فرودگاه واگار
- فنلاند
  - فرودگاه هلسینکی
  - فرودگاه کیتیلا
  - فرودگاه کوپیو
  - فرودگاه کوسامو
  - فرودگاه لاپنرانتا
  - فرودگاه اولو
  - فرودگاه رونیمی
  - فرودگاه تامپری-پریکالا
  - فرودگاه تورکو
  - فرودگاه واسا
- فرانسه
  - آژاکسیو – فرودگاه آیاتچو – ناپلئون بنوپارت
  - باستیا – فرودگاه باستیا – پورتا
  - فرودگاه باووایس-تیلی
  - برژراک – فرودگاه برژراک دردونژ پریگورد
  - فرودگاه بیزیرس کپ داگد
  - فرودگاه بیاریتس – انگلت – بییون
  - بوردو (فرانسه) – فرودگاه بوردو–مریگناک
  - برست – فرودگاه برست برتانی
  - کارکاسون – فرودگاه کارکاسون
  - شالون-آن-شامپاین – فرودگاه شالون واتری
  - فرودگاه شامبری ساووی
  - دینرد – فرودگاه دینارد پلورتویت ساینت-مالو
  - فرودگاه فیگاری ساد-کورسه
  - فرودگاه گرنوبل-ایزره
  - فرودگاه لا روشل – ایل دو ر
  - فرودگاه لیله
  - لیموژ – فرودگاه لیموگس - بلگراد
  - لیون – Saint-Exupéry Airport
  - مارسی – فرودگاه استانی مارسی
  - فرودگاه مونپلیه - مدیترانه
  - مولوز – فرودگاه باسل-مولهووس-فریبورگ اروپا
  - فرودگاه نانت آتلانتیک
  - نیس – فرودگاه نیس کوت دازور
  - نیم – فرودگاه نیم آلس کامارگو چونس
  - Paris – فرودگاه پاری-شارل-دو-گل
  - Paris – فرودگاه اورلی
  - پو (فرانسه) – فرودگاه پائو پیرنه
  - پرپینان – فرودگاه پرپینیان-ریوسالت
  - پواتیه – فرودگاه پولیتیه بیار
  - ردز – فرودگاه رودز-مارسیلاس
  - فرودگاه سنت تی‌تینن – بوتئون
  - فرودگاه استراسبورگ
  - تولون (فرانسه) – فرودگاه تولن-ایر
  - تولوز – فرودگاه تولوز-بلانیاک
  - فرودگاه تور وال دو لوآر
- [[گرجستان]]
  - فرودگاه بین‌المللی باتومی
  - فرودگاه بین‌المللی تفلیس
- آلمان
  - آلتنبورگ – فرودگاه لایپزیگ-آلتنبورگ
  - بادن-بادن/کارلسروهه – محله هوایی بادن
  - Berlin – فرودگاه برلین تگل
  - فرودگاه برمن
  - فرودگاه کلن بن
  - فرودگاه دورتموند
  - فرودگاه بین‌المللی دوسلدورف
  - فرودگاه بین‌المللی فرانکفورت
  - فرودگاه فرانکفورت-هان
  - فرودگاه فریدریش هافن
  - فرودگاه هامبورگ
  - هانوفر – فرودگاه هانوفر-لانگنهاگن
  - فرودگاه لوبک
  - فرودگاه ممینگن
  - فرودگاه مونیخ
  - فرودگاه نورمبرگ
  - فرودگاه اشتوتگارت
  - فرودگاه ویزه
- جبل طارق
  - فرودگاه جبل الطارق
- یونان
  - فرودگاه بین‌المللی آتن
  - فرودگاه بین‌المللی خانیا
  - فرودگاه ملی جزیره کایاس
  - کورفو – فرودگاه بین‌المللی کورفو
  - فرودگاه بین‌المللی هراکلین
  - فرودگاه بین‌المللی کالاماتا
  - فرودگاه ملی جزیره کارپتاس
  - فرودگاه بین‌المللی کاوالا
  - فرودگاه بین‌المللی سفلوونیا
  - فرودگاه بین‌المللی جزیره کوس
  - فرودگاه ملی جزیره میکناس
  - فرودگاه بین‌المللی میتیلن
  - پروزا – فرودگاه ملی اکتیون
  - فرودگاه بین‌المللی رود
  - فرودگاه بین‌المللی سمس
  - فرودگاه ملی سانتورینی (تیرا)
  - فرودگاه ملی جزیره اسکیاتوس
  - فرودگاه اسکایروس آیلد نشنال
  - فرودگاه بین‌المللی سالونیک
  - ولس – فرودگاه ملی نا انچیالوس
  - فرودگاه بین‌المللی زاکینثوس
- گرنزی
  - فرودگاه گوئرنزی
- مجارستان
  - فرودگاه بین‌المللی بوداپست فرنک لیست
  - فرودگاه بین‌المللی دبرسن
  - فرودگاه بین‌المللی سالفرملیک
- ایسلند
  - آکوریری – فرودگاه آکوریری
  - ریکیاویک – فرودگاه بین‌المللی کفلاویک
- جزیره ایرلند
  - کورک – فرودگاه کرک
  - فرودگاه دوبلین
  - Kerry – فرودگاه کری
  - Knock – فرودگاه ایرلند غربی
  - Shannon – فرودگاه شنن
- جزیره من
  - فرودگاه جزیره من
- ایتالیا
  - آلگرو – فرودگاه فرتیلیا
  - فرودگاه آنکونا
  - فرودگاه باری
  - برگامو – فرودگاه اوریو آل سریو
  - فرودگاه بلوونی گوگلیلمو مارکونی
  - فرودگاه برشا
  - فرودگاه کسال
  - فرودگاه کگلیاری-الماس
  - فرودگاه کگلیاری-الماس
  - کاتانیا – فرودگاه کاتانیا-فونتاناروسا
  - فرودگاه کونو لوالدیگی
  - فلورانس – فرودگاه پره‌تولا
  - جنوا – فرودگاه کریستف کلمب جنوا
  - فرودگاه لامتزیا ترمه
  - میلان – فرودگاه میلانو مالپنسا
  - میلان – فرودگاه لینیت
  - ناپل – فرودگاه ناپل
  - البیا – فرودگاه اولبیا - کاستا اسمرالدا
  - فرودگاه پالرمو
  - فرودگاه پارما
  - پروجا – فرودگاه بین‌المللی پروگیا
  - پسکارا – فرودگاه آبروتزو
  - پیزا – فرودگاه گالیله
  - ریمینی – فرودگاه فدریکو فلینی
  - Rome – فرودگاه لئوناردو دا وینچی-فیومیچینو
  - Rome – فرودگاه چمپینو، رم
  - تراپانی – فرودگاه تراپانی-بیرجی
  - تریسته – فرودگاه فریولی ونتزیا جولیا
  - تورین – فرودگاه تورین کاسله
  - فرودگاه ونیز مارکو پولو
  - فرودگاه ورونا
- جرزی
  - فرودگاه جرزی
- کوزوو
  - فرودگاه بین‌المللی پریشتینا
- لتونی
  - فرودگاه بین‌المللی ریگا
  - فرودگاه بین‌المللی ونتس‌پیلز
- لیتوانی
  - فرودگاه کاناس
  - فرودگاه بین‌المللی پالانگا
  - فرودگاه بین‌المللی سیاولیی
  - فرودگاه بین‌المللی ویلنیوس
- لوکزامبورگ
  - لوکزامبورگ – فرودگاه لوگزامبورگ - فیندل
- جمهوری مقدونیه
  - فرودگاه اورکید سنت. پل دا اپوستل
  - فرودگاه اسکندر کبیر اسکوپیه
- مالت
  - لاکا – فرودگاه بین‌المللی مالت
- مولداوی
  - فرودگاه بین‌المللی کیشیناو
- مونته‌نگرو
  - فرودگاه پودگوریتسا
  - فرودگاه تیوات
- هلند
  - آمستردام – فرودگاه اسخیپهول آمستردام
  - فرودگاه آیندهوون
  - خرونینگن – فرودگاه خرونینگن ایلده
  - فرودگاه ماستریخت آخن
  - فرودگاه روتردام دی‌هیگ
- نروژ
  - فرودگاه ویگرا آلسوند
  - فرودگاه فلسلند برگن
  - فرودگاه هاوگسوند
  - Oslo – فرودگاه ترپ سندفجرد
  - Oslo – فرودگاه موس ریگ
  - فرودگاه گاردرموئن اسلو
  - فرودگاه سولا استاوانگر
  - فرودگاه ترومسا
- لهستان
  - فرودگاه ایگناسی یان پادرفسکی بیدگوشچ
  - فرودگاه گدایسک لخ والسا
  - فرودگاه بین‌المللی کاتوویتس
  - کراکوف – فرودگاه بین‌المللی جان پل دوم کراکوف-بالیس
  - فرودگاه لودز لوبلینک
  - فرودگاه پوزنان-لاویکا
  - فرودگاه رزسزاوشو-جسینکا
  - فرودگاه سولیدارنوشج شچچن-جولینیو
  - Warsaw - فرودگاه شوپن ورشو
  - Warsaw - فرودگاه وارساو مادلن
  - وروتسواف – فرودگاه وروتسواف کوپرنیکوس
- پرتغال
  - فارو (پرتغال) – فرودگاه فارو
  - فونچال – فرودگاه مادیرا
  - لیسبون – فرودگاه لیسبون پورتلا
  - پورتو – فرودگاه فرنسیسکو جسا کارنئیرو
  - پونتا دلگادا – فرودگاه ژان پائولو دوم
- رومانی
  - بخارست – فرودگاه بین‌المللی هنری کواندا
  - فرودگاه بین‌المللی کلوژ-نپوکا
  - کونستانس – فرودگاه بین‌المللی میهایل کوگیالنیچونو
  - یاش - فرودگاه بین‌المللی یاش
  - فرودگاه بین‌المللی سیبیو
  - تیمیشوارا – فرودگاه بین‌المللی ترایان وویا
- روسیه
  - آرخانگلسک – فرودگاه تالاگی
  - چیتا – فرودگاه کادالا
  - فرودگاه بین‌المللی ایرکوتسک
  - فرودگاه بین‌المللی قازان
  - فرودگاه خاباروفسک ناوی
  - کالینینگراد – فرودگاه خرابوروفو
  - کراسنودار – فرودگاه پاشکوفسکی
  - Moscow – فرودگاه بین‌المللی دوموده‌دوو
  - Moscow – فرودگاه بین‌المللی شرمتیوو
  - Moscow – فرودگاه بین‌المللی ونوکووا
  - نووسیبیرسک – فرودگاه تولمچوا
  - روستوف-نا-دونو – فرودگاه روستوف‌ان‌دون
  - سن پترزبورگ – فرودگاه پالکوو
  - سامارا (روسیه) – فرودگاه بین‌المللی کورومچ
  - فرودگاه بین‌المللی سوچی
  - فرودگاه بین‌المللی اوفا
  - فرودگاه بین‌المللی ولادی‌وستوک
  - فرودگاه یاکوتسک
  - یکاترینبورگ – فرودگاه کولتسوو
- صربستان
  - فرودگاه بلگراد نیکولا تسلا
  - فرودگاه کنستانتین بزرگ در نیش
- اسلواکی
  - براتیسلاوا – فرودگاه‌ام. آر. استفانیک
  - فرودگاه بین‌المللی کوشیتسه
  - فرودگاه ژیلینا
- اسلوونی
  - فرودگاه ال جوبجانا خوزه پوکنیک
  - فرودگاه پورتوروژ
- اسپانیا
  - لاکرونیا – فرودگاه لاکرونیا
  - فرودگاه آلیکانته
  - فرودگاه آلمریا
  - فرودگاه آستوریاس
  - فرودگاه بارسلونا
  - فرودگاه سیوداد ریل سنترال
  - فرودگاه فوئرته‌ونتورا
  - فرودگاه جیرونا-کاستا براوا
  - فرودگاه گرن کناریا
  - فرودگاه فدریکو گارسیا لورکا
  - فرودگاه هوئسکا-پیرینس
  - فرودگاه ایبیزا (اسپانیا)
  - جرز د لا فرونترا – فرودگاه خرث
  - Santa Cruz de la Palma – فرودگاه لا پالما
  - فرودگاه لانزاروته
  - لریدا – فرودگاه ال لیدا-الگوآیره
  - فرودگاه مادرید-باراخاس
  - فرودگاه مالاگا
  - مینرکا، لوئیزیانا – فرودگاه منورکا
  - فرودگاه مورسیا-سان یاویر
  - فرودگاه پالما دو مالروکا
  - فرودگاه رئوس
  - سانتاندر – فرودگاه سانتاندر
  - فرودگاه سانتیاگو د کمپوستلا
  - فرودگاه سن پابلو
  - فرودگاه تنریف جنوبی
  - والنسیا – فرودگاه والنسیا
  - فرودگاه والادولید
  - فرودگاه ساراگوسا
- سوئد
  - فرودگاه لوله‌آ
  - فرودگاه گتهنبورگ-لاندوتر
  - فرودگاه گاتنبرگ ستی
  - فرودگاه نورکوپینگ
  - فرودگاه استکهلم-آرلاندا
  - فرودگاه استکهلم-اسکاوستا
  - فرودگاه استکهلم-واستراس
  - فرودگاه اومئا
  - فرودگاه واژو-اسمالند
  - فرودگاه ویزبه
- سوئیس
  - فرودگاه برن
  - فرودگاه بین‌المللی ژنو
  - فرودگاه سنت گالن-آلترنهاین
  - فرودگاه زوریخ
- ترکیه
  - آدانا – فرودگاه آدانا
  - آنکارا – فرودگاه بین‌المللی اسن‌بوغا
  - فرودگاه آنتالیا
  - بودروم – فرودگاه میلاس-بودروم
  - بورسا – فرودگاه ینی‌شهر
  - فرودگاه دالامان
  - غازی عینتاب – فرودگاه اوگوزلی
  - استانبول – فرودگاه بین‌المللی آتاترک
  - استانبول – فرودگاه بین‌المللی صبیحه گوکچن
  - ازمیر – فرودگاه عدنان مندرس
  - قیصریه – فرودگاه بین‌المللی ارکیلت
  - فرودگاه قونیه
  - ملطیه – فرودگاه ارهاچ
  - نوشهر (ترکیه) – فرودگاه نوشهر کاپادوکیه
  - فرودگاه چهارشنبه سامسون
  - فرودگاه ترابزون
  - فرودگاه زونگولداغ
- اوکراین

Receiving international flights as of January 2013:
- - فرودگاه بین‌المللی بوریسپیل (serving کی‌یف)
  - فرودگاه بین‌المللی چرنیوتسی
  - فرودگاه بین‌المللی دونتسک
  - فرودگاه بین‌المللی دنیپروپتروفسک
  - فرودگاه هوستومل (هواپیمایی باری only, serving Kiev)
  - فرودگاه بین‌المللی ایوان-فرانکیوسک
  - فرودگاه بین‌المللی خارکوف
  - فرودگاه بین‌المللی کریویی ریه
  - فرودگاه کیف ژولیانی
  - فرودگاه بین‌المللی لوانز
  - فرودگاه بین‌المللی لیو دانیلو هالیتسکی
  - Lymanske International Airport (serving اودسا)
  - فرودگاه میکولائیف
  - فرودگاه بین‌المللی اودسا
  - فرودگاه بین‌المللی سیمفروپول
  - فرودگاه بین‌المللی زاپروژیا
- بریتانیا
  - فرودگاه آبردین
  - فرودگاه بین‌المللی بلفاست
  - فرودگاه شهری جورج بست بلفاست
  - فرودگاه بیرمنگام
  - فرودگاه بورنموث
  - فرودگاه بریستول
  - فرودگاه کاردیف
  - فرودگاه دری (ایرلند شمالی)
  - فرودگاه دونکاستر شفیلد رابین هود
  - فرودگاه درم تیز ولی
  - فرودگاه ادینبرو
  - فرودگاه ایست میدلند
  - فرودگاه بین‌المللی اکستر
  - فرودگاه بین‌المللی گلاسگو
  - فرودگاه گلاسگو پرستویک
  - فرودگاه اینورنس
  - لیدز/بردفورد – فرودگاه بین‌المللی لیدز برادفورد
  - فرودگاه جان لنون لیورپول
  - لندن – فرودگاه لندن سی‌تی
  - لندن – فرودگاه گاتویک
  - لندن – فرودگاه هیترو لندن
  - لندن – فرودگاه لوتن لندن
  - لندن - فرودگاه جنوبی لندن
  - لندن – فرودگاه استانستد لندن
  - منچستر – فرودگاه منچستر
  - نیوکاسل – فرودگاه نیوکاسل
  - فرودگاه نیوکوئی کورنوال
  - فرودگاه بین‌المللی نورویچ
  - فرودگاه ساوت‌همپتون

## اقیانوسیه
- استرالیا
  - فرودگاه آدلاید
  - فرودگاه بریزبن
  - فرودگاه کنز
  - داروین (استرالیا) – فرودگاه بین‌المللی داروین
  - گلد کوست – فرودگاه گولد کوست
  - فرودگاه ملبرن
  - پرت (استرالیا) – فرودگاه پرث
  - فرودگاه بین‌المللی پورت هدلند
  - فرودگاه سیدنی
  - فرودگاه بین‌المللی تانزویل
- جزیره کریسمس
  - فرودگاه جزیره کریسمس
- جزایر کوکوس
  - فرودگاه جزایر کوکوس
- جزایر کوک
  - فرودگاه بین‌المللی راروتونگا
- جزیره ایستر – شیلی
  - هانگا روآ – فرودگاه بین‌المللی ماتاوری
- فیجی
  - فرودگاه بین‌المللی نادی
  - سووا – فرودگاه بین‌المللی نوسوری
- پلی‌نزی فرانسه
  - پاپیته – فرودگاه بین‌المللی فاآ
- گوآم
  - هاگاتنا – فرودگاه بین‌المللی انتونیو بی وان پت
- کیریباتی
  - کیریتیماتی – فرودگاه بین‌المللی کسیدی
  - تاراوا (جزیره) – فرودگاه بین‌المللی بونریکی
- جزایر مارشال
  - کواجالین – فرودگاه صحرایی ارتشی بوچولز
  - ماجورو – فرودگاه بین‌المللی اس جزیره مارشال
- ایالات فدرال میکرونزی
  - فرودگاه بین‌المللی چوک
  - فرودگاه بین‌المللی کوسرای
  - Pohnpei International Airport
  - فرودگاه بین‌المللی یپ
- نائورو
  - یارن – فرودگاه بین‌المللی نائورو
- کالدونیای جدید
  - نومئا – فرودگاه بین‌المللی لا تنتوتا
- نیوزیلند
  - فرودگاه آوکلند
  - فرودگاه بین‌المللی کرایست‌چرچ
  - فرودگاه بین‌المللی دنیدن
  - هامیلتون (نیوزیلند) – فرودگاه بین‌المللی همیلتون
  - Queenstown – فرودگاه کوئینزتاون
  - فرودگاه بین‌المللی رتروا
  - فرودگاه بین‌المللی ولینگتون
- جزیره نورفک
  - جزیره نورفک – فرودگاه نورفولک آیلند
- جزایر ماریانای شمالی
  - سایپن – فرودگاه بین‌المللی سایپن
  - روتا (جزیره) - فرودگاه بین‌المللی روتا
  - تینیان - فرودگاه بین‌المللی تینیان
- نیووی
  - الوفی – فرودگاه بین‌المللی نیو
- پالائو
  - کورور – فرودگاه بین‌المللی رومن ت‌متچول
- پاپوآ گینه نو
  - پورت مورسبی – فرودگاه بین‌المللی جکسنز
- ساموآ
  - آپیا – فرودگاه بین‌المللی فالئولو
- جزایر سلیمان
  - فرودگاه بین‌المللی هونیارا
- تونگا
  - نوکوآلوفا – فرودگاه بین‌المللی فوآموتو
- تووالو
  - فرودگاه بین‌المللی فونافوتی
- وانواتو
  - پورت ویلا – فرودگاه بین‌المللی باورفیلد
- والیس و فوتونا
  - Futuna – فرودگاه پوانت ول
  - Wallis – فرودگاه ایئیفو